# Alexander von Tunzelmann
Alexander Francis Henry von Tunzelmann (Nelson, 15 giugno 1877 – Invercargill, 19 settembre 1957) è stato uno dei membri neozelandesi dell'equipaggio della baleniera norvegese Antarctic e parte del primo manipolo di uomini che mise sicuramente piede in Antartide, presso capo Adare, il 24 gennaio 1895. È possibile che 74 anni prima, il 7 febbraio 1821, il cacciatore di foche anglo-americano John Davis avesse già messo piede sul suolo antartico assieme ad altri membri della nave Cecilia, ma la sua annotazione al riguardo sul diario di bordo è tutt'oggi aperta ad interpretazioni.

## Biografia

### Origini
Alexander von Tunzelmann faceva parte di una famiglia originaria della Prussia ed emigrata in Estonia, dove divenne presto parte della nobiltà locale dei tedeschi del Baltico, in seguito due fratelli e una sorella appartenenti alla famiglia emigrarono in Nuova Zelanda e qui iniziò il ramo della famiglia da cui nacque Alexander von Tunzelmann.

### Lo sbarco
Durante il viaggio della baleniera Antarctic, capitanata da Leonard Kristensen e con al comando della spedizione Henryk Johan Bull (l'armatore della nave era Svend Foyn), il 24 gennaio 1895 venne messa in acqua una lancia nelle vicinanze di capo Adare, all'estremità settentrionale della Terra della Regina Vittoria. L'equipaggio della lancia contava sei uomini, inclusi il capitano Kristensen, l'armatore Bull, Carsten Borchgrevink e il diciassettenne Alexander von Tunzelmann. Da quanto è dato sapere, tutti quanti sbarcarono e terra a poca distanza l'uno dall'altro, quindi il primo passo in assoluto sul suolo antartico viene assegnato ai vari membri dell'equipaggio a seconda delle versioni.

## Riconoscimenti
Nel 1984, il Comitato neozelandese per i toponimi antartici ha battezzato come "punta von Tunzelmann" il promontorio che segna il confine occidentale della spiaggia di Ridley, 1,9 km a sud-ovest di capo Adare, vicino al luogo dello sbarco.